# Фатир
Фа́тир (араб. فاطر — Творец) — тридцать пятая сура Корана. Сура мекканская.  Состоит из 45 аятов.

## Содержание
В суре говорится, что люди не должны обольщаться суетой и соблазнами земной жизни. И пусть шайтан не соблазнит их. Ведь шайтан приводит людей, последовавших за ним, к убытку. Доказательством мощи Аллаха оживить и воскресить людей является то, что он сотворил людей из праха и капли жидкости, потом сделал их парами.

 Хвала Аллаху, Творцу небес и земли, Сделавшему посланцами ангелов с двумя, тремя и четырьмя крыльями. Он приумножает в творении, что пожелает. Воистину, Аллах способен на всякую вещь. ۝ Никто не удержит милость, которую Аллах открывает людям. А то, что Он удерживает, никто не может ниспослать после Него. Он - Могущественный, Мудрый. ۝ О люди! Помните о милости Аллаха по отношению к вам. Есть ли наряду с Аллахом другой творец, который давал бы вам пропитание с неба и земли? Нет божества, кроме Него! До чего же вы отвращены от истины! ۝ Если они сочтут тебя лжецом, то ведь до тебя посланников также считали лжецами. Но дела возвращаются к Аллаху. ۝ О люди! Воистину, обещание Аллаха истинно. Пусть не обольщает вас мирская жизнь, и пусть соблазнитель (дьявол) не обольщает вас относительно Аллаха. ۝ Воистину, дьявол является вашим врагом, так относитесь же к нему как к врагу. Он зовёт свою партию к тому, чтобы они стали обитателями Пламени. ۝ Тем, которые не уверовали, уготованы тяжкие мучения. А тем, которые уверовали и совершали праведные деяния, уготованы прощение и великая награда. ۝ Разве тот, кому его злодеяние представлено прекрасным и кто считает его благом, равен тому, кто следует прямым путём? Воистину, Аллах вводит в заблуждение того, кого пожелает, и ведет прямым путём того, кого пожелает. Не изводи себя скорбью по ним. Воистину, Аллах знает о том, что они творят. 
—  35:1—8 (Кулиев)